# Erziehungsroman
Der Erziehungsroman gilt als Nebenform des Entwicklungs- und Bildungsromans. In ihm wird ein Entwurf für die Erziehung eines Menschen beispielhaft beschrieben. Die Betonung liegt demnach auf der Beschreibung der pädagogischen Einflüsse und Auswirkungen auf die beschriebene Person.
Zu den Erziehungsromanen zählen:
- Erziehung des Kyros (Kyrou paideia), Xenophon (vollendet nach 366 v. Chr.)
- Der Jungen Knaben Spiegel, Jörg Wickram (1554)
- Les Aventures de Télémaque, François Fénelon (1699)
- Pamela, Samuel Richardson (1740)
- The Female Quixote or the Adventures of Arabella, Charlotte Lennox (1752)
- Émile oder über die Erziehung, Jean-Jacques Rousseau (1762)
- Lienhard und Gertrud, Johann Heinrich Pestalozzi (1780 ff.)
- Uli der Knecht und Uli der Pächter, Jeremias Gotthelf (1841 und 1849)
- Der grüne Heinrich, Gottfried Keller (1854/55, zweite Fassung 1879/80)
- Der schmale Weg zum Glück, Paul Ernst (1904)
- Das Licht und der Schlüssel, Adolf Muschg (1984)